# Ernst Hohl
Ernst Heinrich Hohl (* 18. April 1886 in Stuttgart; † 24. Februar 1957 in Berlin) war ein deutscher Althistoriker. Hohl erwarb sich insbesondere bleibende Verdienste durch die Erforschung der spätantiken Historia Augusta.

## Leben und Wirken
Ernst Hohl, Sohn eines Geheimen Hofrates in Württemberg, besuchte das Karls-Gymnasium in Stuttgart, legte 1904 sein Abitur ab und leistete anschließend einen einjährigen freiwilligen Militärdienst ab. 1905 begann er das Studium der Geschichte, der Klassischen Philologie und der Archäologie an der Universität Tübingen, der Universität München, der Universität Leipzig sowie an der Friedrich-Wilhelms-Universität in Berlin. Während seines Studiums wurde er 1905 Mitglied der Verbindung Normannia Tübingen. Bei Ernst Kornemann wurde er 1910 in Tübingen promoviert mit einer Arbeit über Vopiscus und die Biographie des Kaisers Tacitus, die 1911 als Aufsatz in der Zeitschrift Klio publiziert wurde, und wurde 1911 Studienreferendar. Zeitweise widmete Hohl sich 1912 in Rom und Paris Bibliotheksstudien, bis er sich 1914 an der Universität Straßburg bei Karl Johannes Neumann und Eduard Schwartz Über die Glaubwürdigkeit der Historia Augusta habilitierte. Anschließend lehrte er als Assistent und Privatdozent in Straßburg sowie als Lehrstuhlvertreter 1915/16 in Tübingen und 1918/19 an der Universität Greifswald, ehe er 1919 eine Stelle als außerordentlicher Professor an der Universität Rostock erhielt. Seit 1923 hatte Hohl die Rechte eines Ordinarius und verwaltete den neu geschaffenen Lehrstuhl seines Faches; ordentlicher Professor und Lehrstuhlinhaber in Rostock wurde Hohl offiziell jedoch erst 1929, nachdem er einen Ruf an die Universität Graz abgelehnt hatte.
Von 1930 bis 1932 war Hohl Dekan seiner Fakultät. In den Nationalsozialistischen Lehrerbund trat er im Januar 1934 ein (Mitgliedsnummer 279328). Er war zudem Mitglied der Nationalsozialistischen Volkswohlfahrt. 1935 scheiterte seine Berufung an die Universität Breslau als Nachfolger Kornemanns wohl an Zweifeln des NS-Dozentenbundes an seiner Linientreue, da Hohl bescheinigt wurde, ihm sei es nicht gelungen, „innerlich Nationalsozialist zu werden“. Nach dem Krieg war er 1946 erneut Dekan der Rostocker Philosophischen Fakultät. Im Jahre 1948 lehnte er einen Ruf an die Universität Jena ab; 1949 hielt er Gastvorlesungen an der Humboldt-Universität zu Berlin und an der Jenaer Universität. Im November 1949 nahm Hohl einen Ruf auf den einst von Theodor Mommsen bekleideten Lehrstuhl an der Berliner Universität an; im Februar 1950 wurde er dort zum ordentlichen Professor ernannt. An der Berliner Universität lehrte er bis zu seiner Emeritierung 1953. In Rostock wurde der althistorische Lehrstuhl danach erst 1993 wieder besetzt.

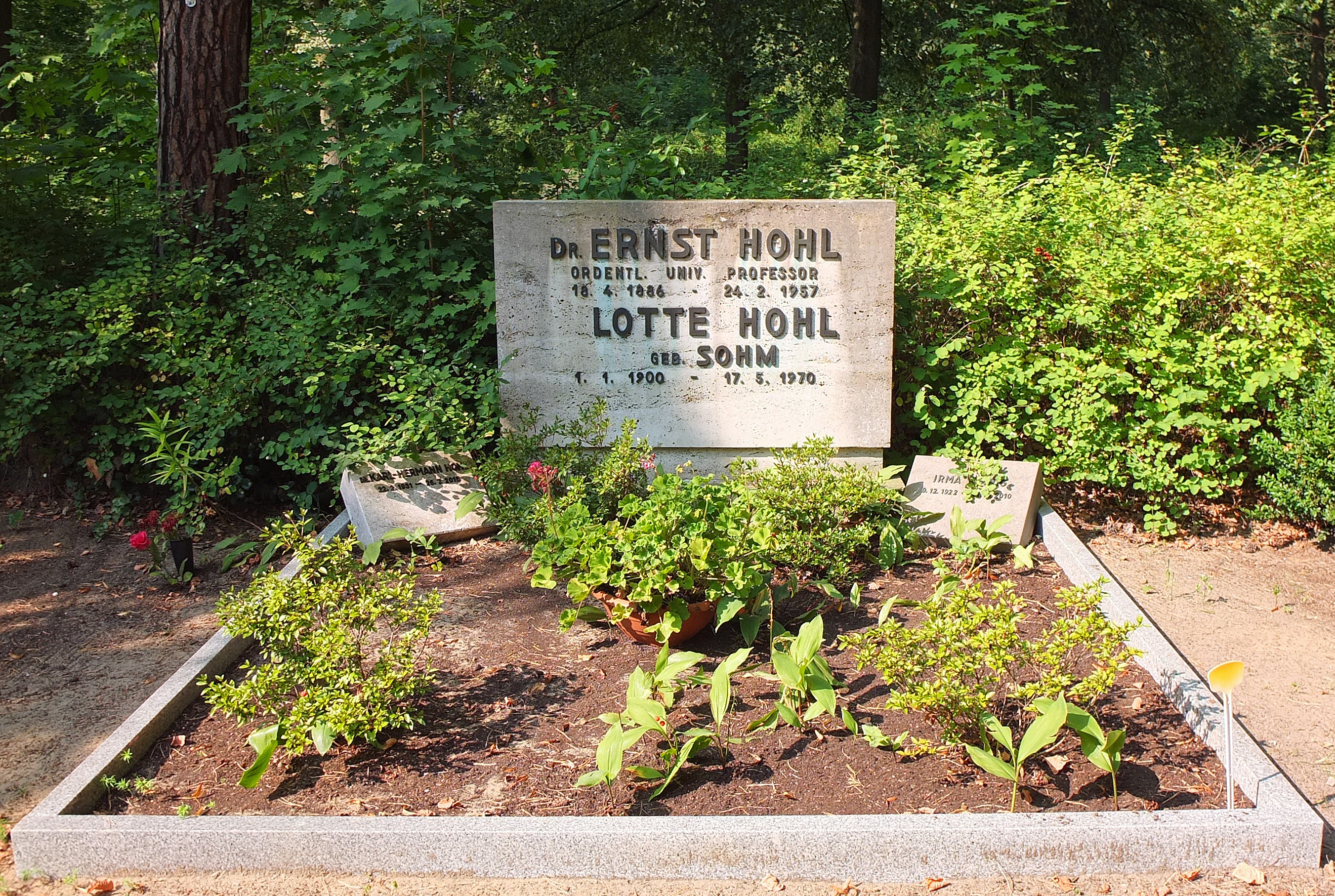
Grab von Ernst Hohl auf dem Friedhof Adlershof

Im Jahr 1920 wurde Hohl als ordentliches Mitglied in die Straßburger Wissenschaftliche Gesellschaft an der Universität Frankfurt/Main aufgenommen, 1949 in die Deutsche Akademie der Wissenschaften in Berlin. Ein Schwerpunkt seiner wissenschaftlichen Arbeiten war unter anderem die Erforschung des Arminius; vor allem aber beschäftigte sich Hohl ausführlich mit der Historia Augusta, einer spätantiken Sammlung von Biographien römischer Kaiser, die Gegenstand sowohl seiner Dissertation als auch seiner Habilitationsschrift war. Er gab 1927 die bis heute maßgebliche Edition des Werks heraus und fertigte eine deutsche Übersetzung an, die aber erst nach seinem Tod von Johannes Straub herausgegeben wurde.
Markus Sehlmeyer und Uwe Walter unternahmen 2005 erstmals den Versuch, Hohls Leben und Werk in vier Beiträgen ausführlicher zu behandeln.

## Schriften (Auswahl)
Quellenausgaben
- Scriptores historiae Augustae. 2 Bände, Teubner, Leipzig 1927. Nachdruck Leipzig 1955.

Monographien
- Ein politischer Witz auf Caracalla (= Sitzungsberichte der Deutschen Akademie der Wissenschaften zu Berlin. Klasse für Gesellschaftswissenschaften. Jg. 1950, Nr. 1, ISSN 0515-8850). Akademie-Verlag, Berlin 1950.
- Um Arminius. Biographie oder Legende? (= Sitzungsberichte der Deutschen Akademie der Wissenschaften zu Berlin. Klasse für Gesellschaftswissenschaften. Jg. 1951, Nr. 1). Akademie-Verlag, Berlin 1951.
- Die Siegesfeiern des Tiberius und das Datum der Schlacht im Teutoburger Wald (= Sitzungsberichte der Deutschen Akademie der Wissenschaften zu Berlin. Klasse für Gesellschaftswissenschaften. Jg. 1952, Nr. 1). Akademie-Verlag, Berlin 1952.
- Über die Glaubwürdigkeit der Historia Augusta. Akademie-Verlag, Berlin 1953.
- Kaiser Pertinax und die Thronbesteigung seines Nachfolgers im Lichte der Herodiankritik. Nebst einem Anhang: Herodian und der Sturz Plautians (= Sitzungsberichte der Deutschen Akademie der Wissenschaften zu Berlin. Klasse für Philosophie, Geschichte, Staats-, Rechts- und Wirtschaftswissenschaften. Jg. 1956, Nr. 2). Akademie-Verlag, Berlin 1956.